# Lgbt

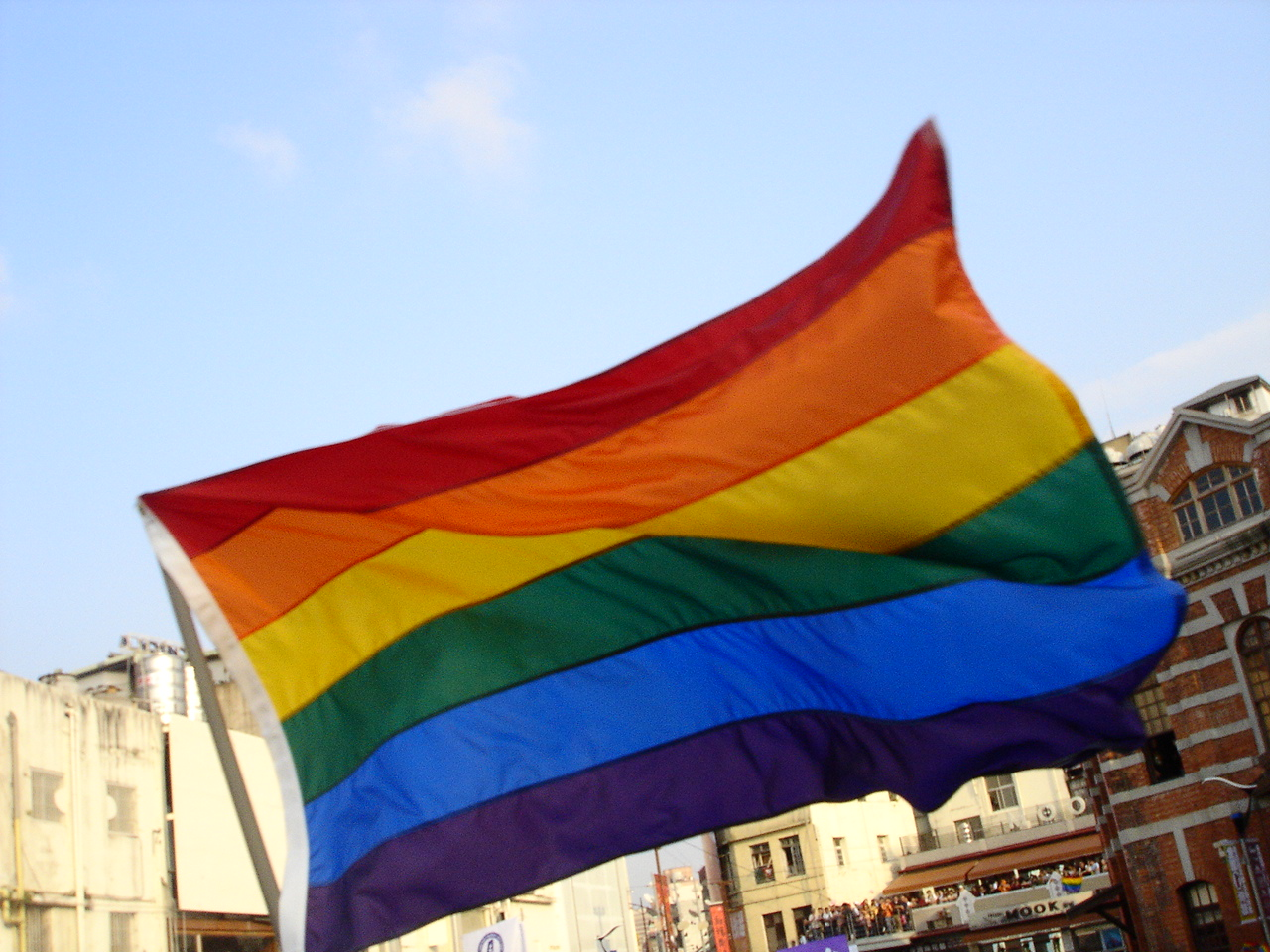
De regenboogvlag, het internationaal gebruikte symbool van de lhbt-beweging

Lgbt, ook wel lhbt, is een afkorting van de woorden lesbisch, gay of homoseksueel (hier doorgaans in verwijzing naar mannen), biseksueel en transgender. Ook wordt de term breder gebruikt voor de gehele groep mensen die niet binnen de heteroseksuele en cisgender norm vallen.

## Gebruik
Voornamelijk in Nederland wordt naast lgbt ook de vertaling lhbt gebruikt, waarin de g van gay vervangen is door de h van homoseksueel. Lgbt wordt in het Engels gewoonlijk in hoofdletters geschreven, maar zowel lgbt als lhbt zijn inmiddels in het Nederlandse Groene Boekje en de Van Dale opgenomen met kleine letters. Ook hoofdletters worden echter in veel publicaties gebruikt. De afkorting wordt vaak gebruikt als een voorvoegsel (bijvoorbeeld in lhbt-rechten) maar kan ook zelfstandig verwijzen naar mensen, met als meervoud lgbt's of lhbt's. Vaker gebruikt men in die betekenis lgbt'er, met als meervoud lgbt'ers.
Ook de afkorting holebi is gebruikelijk, vooral in Vlaanderen, maar transgenders vallen daar niet onder. Men heeft het dan ook doorgaans over "holebi's en transgenders".

## Ontwikkeling
Halverwege de jaren negentig van de twintigste eeuw verenigde de brede homobeweging zich eerst met de gemeenschap van biseksuelen en geleidelijk aan werd het rijtje lgbt uitgebreid. De volgende extra letters worden soms aan de afkorting toegevoegd:
- Q voor queer of questioning (twijfelend). Dat laatste betreft (vaak jonge) mensen die zich (nog) niet op een seksuele voorkeur hebben vastgelegd of nog zoekend zijn;
- I voor intersekseconditie;[2]
- A voor aseksualiteit, aromantisch en agender personen. De agender identiteit is een specifiekere non-binaire identiteit waarbij de persoon geen duidelijk gedefinieerde genderidentiteit ervaart;
- P voor panseksualiteit;[3]
- S voor straight allies, heteroseksuele cisgenderbondgenoten (bestrijders van homofobie).[4] Deze letter wordt minder frequent toegevoegd en door velen binnen de gemeenschap als overbodig en tegen het doel ingaand beschouwd;
- C voor cisgender. Binnen deze afkorting wordt gedoeld op cisgender personen die om een andere reden bij de gemeenschap horen, zoals hun seksualiteit.[5] Ook deze letter wordt minder frequent toegevoegd.

Ook komen vaak varianten met een plus aan het eind voor, zoals lgbt+. Die omvatten ook alle andere mogelijke seksuele en genderidentiteiten die ook bij de gemeenschap worden gerekend. In de Woordenlijst Nederlandse Taal komen anno 2025 de varianten lgbt, lhbt, lhbti, lgbtq, lgbtq+, lhbtiq+, lhbtqia, lhbtqia+, lgbtqia+, lhbtqiap, lgbtqiap en lhbtiqapc+ voor.
In 2016 adviseerde de Amerikaanse belangenorganisatie GLAAD de media om LGBT aan te vullen met de Q van queer en dus voortaan de term LGBTQ te gebruiken. Dit omdat met name jongere mensen zich steeds vaker als queer identificeren omdat ze termen als homoseksueel, lesbisch en biseksueel als te beperkend ervaren, dan wel zich niet kunnen verenigen met de culturele achtergrond daarvan.
De Nederlandse belangenorganisatie COC hanteert daarentegen de term lhbti+, met de i voor intersekse. De twee organisatoren van Queer & Pride Amsterdam, Pride Amsterdam en Queer Amsterdam, hanteren respectievelijk lhbtiqa+ en LHBTQIAP+.
Voor de betreffende thema's zijn er rond 2020 ook afkortingen in gebruik gekomen:
- SOGI voor sexual orientation & gender identity[11]
- SOGIESC voor sexual orientation, gender identity, gender expression and sex characteristics[11]
- MOGI voor marginalized orientation, gender identity and intersex[12]

Volgens onderzoek van het Centraal Bureau voor de Statistiek (CBS) uit 2024 zijn er circa 2,7 miljoen lhbtqia'ers in Nederland. Dat is bijna 18 procent van de mensen van 15 jaar en ouder. Deze uitkomst is op basis van een groot bevolkingsonderzoek dat het bureau in 2023 uitvoerde. Van hen zijn 272.000 mannen homoseksueel en 106.000 vrouwen lesbisch. Verder zijn er bijna 1,7 miljoen mensen volgens het CBS bi-plus (voorheen biseksueel). Daarnaast zijn ongeveer 151.000 mensen transgender.
Volgens het onderzoek wonen lhbtqia'ers relatief vaak in grote steden en zijn ze jonger dan de gemiddelde Nederlander.

## Symbolen
Als symbool voor de lgbt-gemeenschap wordt sinds de laatste decennia van de 20e eeuw vrijwel algemeen de regenboogvlag gebruikt. Deze in 1978 in de Verenigde Staten ontworpen vlag staat doorgaans symbool voor zowel homoseksuele mannen en vrouwen (lesbiennes) en biseksuelen als transgenders. Sinds de jaren negentig zijn nog meer vlaggen ontworpen waarmee verschillende onderdelen van de gemeenschap van een eigen vlag voorzien zijn. Sinds 2018 wordt de progress pride flag veel gebruikt. Deze vlag voegt in een keper aan de linkerkant de kleuren van de transgendervlag plus bruine en zwarte banen toe. De bruine strepen staan hierbij voor mensen van kleur, en de zwarte streep staat voor mensen die lijden aan of overleden zijn aan hiv/aids, een ziekte die de lgbt-gemeenschap buitenproportioneel hard geraakt heeft. In 2021 is er nog een variant geïntroduceerd met links een gele driehoek en daarin een cirkel die intersekse representeert.

De regenboogvlag (sinds 1979)
Vlag voor biseksualiteit
Transgendervlag
Interseksevlag
Vlag voor aseksualiteit
Vlag voor panseksualiteit
Lesbische vlag uit 2010
Lesbische vlag uit 2018, variant op de voorgaande
Non-binaire vlag (sinds 2014)
De Progress-vlag (sinds 2018)
De Intersex-inclusive Pride-vlag (sinds 2021)